# Pentium IV
Pentium IV je serija jednojezgrenih CPU-a za stolna računala, prijenosna računala i početničke poslužitelje koje proizvodi Intel. Procesori su isporučeni od 20. studenog 2000. do 8. kolovoza 2008.
Svi procesori Pentium IV temelje se na mikroarhitekturi NetBurst. Pentium IV Willamette (180 nm) predstavio je SSE2, dok je Prescott (90 nm) uveo SSE3. Kasnije verzije uvele su Hyper-Threading tehnologiju (HTT).
Prvi procesor marke Pentium IV koji je implementirao 64-bitni, bio je Prescott (90. nm) (veljača 2004.), ali ova značajka nije bila omogućena. Intel je nakon toga počeo prodavati 64-bitne Pentiume IV koristeći "E0" reviziju Prescottsa, koji se na OEM tržištu prodaje kao Pentium IV, model F. Revizija E0 također dodaje eXecute Disable (XD) (Intelov naziv za NX bit) Intelu 64. Intelovo službeno predstavljanje Intela 64 (pod imenom EM64T u to vrijeme) u glavnim stolnim procesorima bio je N0 stepping Prescott-2M.
Intel je također plasirao na tržište verziju svojih jeftinijih Celeron procesora temeljenih na mikroarhitekturi NetBurst (često se naziva Celeron IV), te visokokvalitetni derivat, Xeon, namijenjen poslužiteljima i radnim stanicama s više utičnica. Godine 2005. Pentium IV je nadopunjen dvojezgrenim markama Pentium D i Pentium Extreme Edition.